# Marius Urzică
Marius Urzică (Toplița, 30 september 1975) is een Roemeens turner. 
Urzică werd in 1994 wereldkampioen op het paard voltige. Tijdens de Olympische Zomerspelen 1996 won Urzică de zilveren medaille achter Donghua Li.
Urzică werd in Sydney olympisch kampioen op het paard voltige.
Tijdens de wereldkampioenschappen 2001 en 2002 won Urzică de gouden medaille.
Urzică won tijdens zijn derde spelen in Athene de zilveren medaille op het paard voltige achter Teng Haibin en hij won de bronzen medaille in de landenwedstrijd.

## Resultaten

### Olympische Zomerspelen
| Jaar | Plaats  | Resultaten                                                   |
| ---- | ------- | ------------------------------------------------------------ |
| 1996 | Atlanta | op het paard voltige 9e in de landenwedstrijd                |
| 2000 | Sydney  | op het paard voltige 9e in de landenwedstrijd 8e aan de brug |
| 2004 | Athene  | op het paard voltige in de landenwedstrijd                   |

### Wereldkampioenschappen turnen
| Jaar | Plaats   | Resultaten            |
| ---- | -------- | --------------------- |
| 1994 | Brisbane | op het paard voltige  |
| 1995 | Sabae    | in de landenwedstrijd |
| 1999 | Tianjin  | op het paard voltige  |
| 2001 | Gent     | op het paard voltige  |
| 2002 | Debrecen | op het paard voltige  |

1896: Louis Zutter ·
1904: Anton Heida ·
1924: Josef Wilhelm ·
1928: Hermann Hänggi ·
1932: István Pelle ·
1936: Konrad Frey ·
1948: Paavo Aaltonen, Veikko Huhtanen, Heikki Savolainen ·
1952: Viktor Tsjoekarin ·
1956: Boris Sjachlin ·
1960: Eugen Ekman, Boris Sjachlin ·
1964: Miroslav Cerar ·
1968: Miroslav Cerar ·
1972: Viktor Klimenko ·
1976: Zoltán Magyar ·
1980: Zoltán Magyar ·
1984: Li Ning, Peter Vidmar ·
1988: Dmitri Bilozertsjev, Zsolt Borkai, Ljoebomir Geraskov ·
1992: Pae Gil-su, Vitali Tsjerbo ·
1996: Donghua Li ·
2000: Marius Urzică ·
2004: Teng Haibin ·
2008: Xiao Qin · 
2012: Krisztián Berki · 
2016: Max Whitlock · 
2020: Max Whitlock · 
2024: Rhys McClenaghan